# Kristian Bezuidenhout
Kristian Bezuidenhout (Zuid-Afrika, 1979) is een Australische fortepianospeler, klavecinist en pianist van Zuid-Afrikaanse afkomst.

## Levensloop
Bezuidenhout werd geboren in Zuid-Afrika, maar studeerde in Australië en Amerika. Hij slaagde voor zijn eindexamens bij de Eastman School of Music in Rochester (New York), waar hij studeerde bij Rebecca Penneys, Malcolm Bilson en Paul O'Dette. Hij kreeg bekendheid toen hij in 2001 de Eerste prijs won, evenals de prijs van de luisteraars, op het internationaal pianoforteconcours  van het Festival Musica Antiqua in Brugge. 
Hij begon toen aan een internationale carrière als concertant, hetzij als solist, hetzij met bekende orkesten zoals het Freiburger Barokorkest, het Orkest van de Achttiende Eeuw, het Concerto Köln, het Chamber Orchestra of Europe, het Collegium Vocale Gent, Les Arts Florissants en het orkest van de Haendel and Haydn Society. Hij trad ook op met de dirigenten Frans Brüggen en Christopher Hogwood, de cellist Pieter Wispelwey en de violisten Daniel Hope, Viktoria Mullova en Petra Müllejans, met wie hij de vioolsonates van Mozart opnam. Hij treedt ook regelmatig op als continuobegeleider in liedrecitals met onder meer Carolyn Sampson, Mark Padmore en Jan Kobow.
Bezuidenhout speelt afwisselend op pianoforte, klavecimbel en piano. Hij trad op tijdens festivals in Barcelona, Boston en het Tanglewood Music Festival, Brugge, Sint-Petersburg, Venetië, Utrecht, Saintes, La Roque-d'Anthéron, Warschau (Chopin Festival), Bremen (Musikfest), het Lincoln Center in New York en het Festival van Gstaad. Hij is ook gastdocent aan de Eastman School of Music en aan de Schola Cantorum Basiliensis. 
Hij heeft concerten gewijd aan de volledige pianoconcerten van Mozart en van Beethoven (Concertgebouw Amsterdam) met het Orkest van de Achttiende Eeuw onder leiding van Frans Brüggen. Hij speelde ook met het Orchestre des Champs-Élysées onder leiding van Philippe Herreweghe, werkte aan een Mendelssohn-project met het Freiburger Barokorkest en Gottfried von der Goltz.
Bezuidenhout beperkt zijn repertoire bewust tot muziek van barok tot romantiek. Naar aanleiding van kritiek dat hij Mozart "te romantisch" zou spelen, verklaarde hij zich niets aan te trekken van verschillen in muzikale stijl en periodes, maar de expressie voor zichzelf te laten spreken. De Sturm und Drang in Mozarts tijd is in wezen dezelfde soort gevoelsuiting als die in de Romantiek.

## Prijzen
- 2006: ‘Most Exciting Young Musician’ door de Nederlandse federatie voor muziek en drama
- 2007: de Erwin Bodky prijs voor klavecimbel (Boston).

## Discografie
- Schubert, Die schöne Müllerin
- Mozart: Sturm und Drang
- Mozart: Sonates voor piano en viool, met Petra Müllejans.
- Mozart: Keyboard Music, vols. 1-4